# Axiomas de Zermelo-Fraenkel

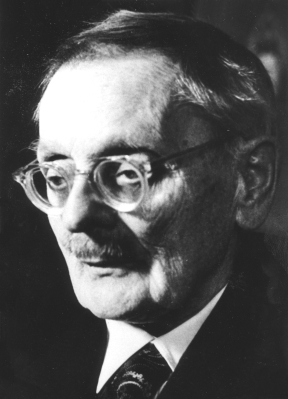
Ernst Zermelo (1871-1953), matemático alemán, en Friburgo.

En lógica y matemáticas, los axiomas de Zermelo-Fraenkel, formulados por Ernst Zermelo y Adolf Fraenkel, son un sistema axiomático concebido para formular la teoría de conjuntos. Normalmente se abrevian como ZF o en su forma más común, complementados por el axioma de elección (axiom of Choice), como ZFC.
Durante el siglo XIX algunos matemáticos trataron de llevar a cabo un proceso de formalización de la matemática a partir de la teoría de conjuntos. Gottlob Frege intentó culminar este proceso creando una axiomática de la teoría de conjuntos. Bertrand Russell descubrió en 1901 una contradicción, la llamada paradoja de Russell. Consecuentemente, a principios del siglo XX se realizaron varios intentos alternativos y hoy en día ZFC se ha convertido en el estándar de las teorías axiomáticas de conjuntos.

## Introducción
La teoría de conjuntos es una rama de la matemática relativamente moderna cuyo propósito es estudiar unas entidades llamadas conjuntos, aunque otra parte de esta teoría es reconocida como los fundamentos mismos de las matemáticas. La teoría de conjuntos fue desarrollada por el matemático alemán Georg Cantor a finales del siglo XIX a partir de ciertas conclusiones hechas por él mismo al reflexionar en unos detalles de las series trigonométricas de Fourier. La teoría de conjuntos fue expuesta por Cantor en una serie de artículos y libros, de los cuales pueden destacarse sus Beiträge zur Begründung der transfiniten Mengenlehre.
El propósito de Cantor era proporcionar un método para lidiar con asuntos relacionados al infinito actual, un concepto que fue rehuido y rechazado por algunos matemáticos (Kronecker) por considerarlo sin significado. Ciertamente Cantor tuvo éxito, si bien su teoría debía ser precisada y sometida a un sistema axiomático, un proyecto que luego fue llevado a cabo principalmente por Frege, Russell, Zermelo, Albert Skolem y Adolf Fraenkel.
Cantor partió de la convicción platonista de que era posible “comprimir” una colección o conjunto de objetos y considerarla como un todo (o mejor dicho, como una sola entidad), y al parecer, aceptando implícitamente los supuestos siguientes:
| (i) Un conjunto es una reunión de objetos que cumplen con cierta propiedad (llamados los elementos de ese conjunto) y que, por tanto, queda definido por tal propiedad. |

| (ii) Un conjunto es una sola entidad matemática, de modo que puede a su vez ser contenido por otro conjunto. |

| (iii) Dos conjuntos que tengan los mismos elementos son iguales. Así, puede decirse que un conjunto está determinado por sus elementos. |

De este modo, Cantor pudo desarrollar su teoría de una forma que en aquel entonces parecía lo suficientemente satisfactoria. Sin embargo, el sistema de Cantor era tan permisivo que dio lugar a resultados contradictorios. Gottlob Frege, que ideó un sistema más preciso, intentó fundamentar adecuadamente la teoría de conjuntos (y por tanto todas las matemáticas), pero, para su desaliento, Bertrand Russell descubrió una paradoja en la teoría de aquel (hoy llamada paradoja de Russell), con lo que el sistema de Frege parecía desbaratarse. A principios del siglo XX, fue el matemático alemán Ernst Zermelo quien puso la teoría de conjuntos sobre una base aceptable reduciéndola a un sistema axiomático más restringido que no permitía la obtención de la Paradoja de Russell. Las ideas de Zermelo fueron después precisadas por Thoralf Skolem y Abraham Fraenkel, resultando de ello la primera teoría axiomática de conjuntos, conocida como teoría de Zermelo-Fraenkel, aunque sería más adecuada llamarla teoría de Zermelo-Fraenkel-Skolem. John von Neumann, Paul Bernays y Kurt Gödel desarrollaron después otra teoría de conjuntos que evitaba las paradojas de la teoría cantoriana: la teoría de von Neumann-Bernays-Gödel.

## Sobre el concepto de conjunto
El concepto de conjunto se encuentra a un nivel tan elemental que no es posible dar una definición precisa del mismo. Palabras como colección, reunión, agrupación, y algunas otras de significado similar, se usan en un intento de describir a los conjuntos, pero no pueden constituir una definición, pues son simplemente un reemplazo de la palabra conjunto. Con todo, en la teoría intuitiva de conjuntos lo anterior es admisible, y se acepta la existencia de un universo o dominio de objetos a partir del cual se construyen los conjuntos, así como también permite tratar conjuntos como una entidad singular. No es de importancia la naturaleza de los objetos, sino el comportamiento de un conjunto como entidad matemática.
De lo dicho anteriormente, parece natural introducir una relación diádica de pertenencia. El símbolo usual para representar esta relación es el símbolo {\displaystyle \in }, una versión de la letra griega {\displaystyle \epsilon } (épsilon). Los segundos argumentos de la relación {\displaystyle \in } son llamados conjuntos, y los primeros argumentos son llamados elementos. Así, si la fórmula
se cumple, se dice que {\displaystyle a} es un elemento del conjunto {\displaystyle X}. Si aceptamos que todo es un conjunto, entonces los primeros y segundos argumentos de {\displaystyle \in } pertenecen al mismo dominio.
La negación de {\displaystyle a\in X} se escribe {\displaystyle a\notin X}.
Bajo estos supuestos puede desarrollarse un poco la teoría de conjuntos. Sin embargo, la concepción intuitiva de conjuntos no permite llegar tan lejos como pudiera desearse, pues llega un momento en que, como sucede en otras áreas de las matemáticas, la intuición es de poca o ninguna ayuda (por ejemplo como pasa al hablar de la hipótesis del continuo, de espacios de dimensión mayor que tres, etc.). Es en momentos como ese en que se hace evidente la necesidad de axiomatizar y formalizar la teoría de conjuntos para poder llegar a resultados más profundos. Esto implica renunciar a una definición intuitiva de conjunto, y en su lugar postular una serie de principios que determinen el comportamiento de este, de tal forma que los resultados obtenidos no son ya consecuencia de razonamientos intuitivos flojos, sino que se obtienen a partir de tales principios.

## La necesidad de axiomatizar la teoría de conjuntos
En la teoría de Cantor, es posible formar un conjunto a partir de una propiedad determinada que deben cumplir sus elementos. En otras palabras, dada cualquier propiedad {\displaystyle P}, existe un conjunto {\displaystyle X} cuyos elementos son precisamente los objetos que verifican {\displaystyle P(a)}. En símbolos, este conjunto se representa por

Así, por ejemplo, considerando la fórmula {\displaystyle a=a}, se obtiene el conjunto 
que claramente lo contiene todo. Este conjunto recibe el nombre de Conjunto universal y no se le puede aplicar alguno de los resultados de Cantor, ya que esto conduce a ciertas paradojas.

Como otro ejemplo más claro de conjuntos contradictorios debido a su 'gran tamaño', está el que da lugar a la paradoja de Russell. Consideremos el conjunto {\displaystyle X} cuyos elementos son aquellos conjuntos que no se pertenecen a sí mismos. Esto es, el conjunto
La paradoja de Russell surge al preguntarse: ¿es {\displaystyle X} un elemento de sí mismo? Si lo es, es decir, si {\displaystyle X\in X}, entonces {\displaystyle X} no satisface la condición {\displaystyle X\notin X}, lo que es una contradicción. Si {\displaystyle X\notin X}, entonces {\displaystyle X} satisface la condición para ser uno de sus elementos, y así {\displaystyle X\in X}, de nuevo una contradicción. Así, {\displaystyle X} no puede ni ser un elemento de sí mismo ni no serlo.

En un intento de eliminar esta paradoja, Russell y Whitehead desarrollaron la teoría de tipos y la expusieron en un libro titulado Principia Mathematica. Si bien esta teoría elimina la paradoja de Russell, resulta bastante complicada. La teoría de conjuntos de Zermelo, mucho más simple a nivel lógico, lograba eliminar tanto la paradoja de Russell como todas las demás que surgían en el sistema de Cantor y en el de Frege.

## Los axiomas de Zermelo-Fraenkel
La teoría de conjuntos de Zermelo-Fraenkel toma como primitivos los conceptos de conjunto y de pertenencia y consta de los diez axiomas siguientes:
1. Axioma de extensionalidad. Dos conjuntos {\displaystyle X} e {\displaystyle Y} son iguales (lo que se representa por {\displaystyle X=Y}) si contienen los mismos elementos. Más formalmente, y en la simbología usual, {\displaystyle \forall a,\;(a\in X\leftrightarrow a\in Y)\Rightarrow X=Y}
2. Axioma del conjunto vacío. Existe un conjunto (representado por Ø) sin elementos. Esto es, {\displaystyle \exists \emptyset :\forall a,\;a\notin \emptyset }.
3. Axioma de pares. Dados cualesquiera conjuntos {\displaystyle x} e {\displaystyle y}, existe otro conjunto, representado por {\displaystyle \{x,y\}}, cuyos elementos son únicamente {\displaystyle x} e {\displaystyle y}. Esto es, {\displaystyle \forall x,y\;\exists z:(\forall a,\;a\in z\leftrightarrow a=x\lor a=y)}.
4. Axioma de la unión. Dado cualquier conjunto {\displaystyle C}, existe un conjunto, representado por {\displaystyle \bigcup C} y llamado unión de {\displaystyle C}, que contiene todos los elementos de cada elemento de {\displaystyle C}. Esto es, {\displaystyle \forall X,\exists Y:\left(\forall a:a\in Y\iff \exists Z\in X\land a\in Z\right)}
5. Axioma del conjunto potencia Para cualquier conjunto {\displaystyle x} existe otro conjunto, representado por {\displaystyle {\mathcal {P}}(x)}, que contiene todos los subconjuntos de {\displaystyle x}. En símbolos, {\displaystyle \forall X,\exists Y:\,\left(\forall Z\,(Z\in Y\iff (\forall a\in Z\rightarrow a\in X))\right)}
6. Esquema axiomático de especificación. Sea {\displaystyle \phi (v)} una fórmula de un lenguaje de primer orden que contenga una variable libre {\displaystyle v}. Entonces, para cualquier conjunto {\displaystyle x} existe un conjunto {\displaystyle y} cuyos elementos son aquellos elementos {\displaystyle a} de {\displaystyle x} que cumplen {\displaystyle \phi (a)}. Formalmente, {\displaystyle \forall X\,\exists Y:\,\left(\forall a\,(a\in Y\iff (a\in X\land P(a)))\right)}
7. Esquema axiomático de reemplazo. Si {\displaystyle \phi (a,b)} es una sentencia tal que para cualquier elemento {\displaystyle a} de un conjunto {\displaystyle x} el conjunto {\displaystyle y=\{b\mid \phi (a,b)\}} existe, entonces existe una función {\displaystyle f:x\rightarrow y} tal que {\displaystyle f(a)=b}. Formalmente, si {\displaystyle P(x,y):\left(\forall x\in A\,\exists y:P(x,y)\right)} entonces {\displaystyle \forall A\,\exists B:\,\left(\forall x\in A\,\exists y\in B\,:\,P(x,y)\right)} cierta)
8. Axioma de infinitud. Existe un conjunto {\displaystyle x} tal que {\displaystyle \emptyset \in x} y tal que si {\displaystyle y\in x}, entonces {\displaystyle y\cup \{y\}\in x}. En símbolos, {\displaystyle \exists X:\left(\emptyset \in X\land \left(\forall Y\in X:S(Y)\in X\right)\right)}
9. Axioma de regularidad. Para todo conjunto no vacío {\displaystyle x} existe un conjunto {\displaystyle y\in x}  tal que {\displaystyle x\cap y=\emptyset }. Esto es, en términos formales, {\displaystyle \forall X\,\exists Y:\,\left(Y\in X\land (X\cap Y=\emptyset )\right)}
10. Lema de Zorn. Dado un conjunto ordenado no vacío tal que todas sus cadenas tienen una cota superior, contiene al menos un elemento maximal. 
En un principio Zermelo trató de probar el "Lema de Zorn" a partir de los otros nueve axiomas, pero no lo consiguió, además, posteriormente los Teoremas de Incompletitud de Gödel probaron que el Lema de Zorn no era demostrable a partir de los restantes axiomas. Por lo tanto se añadió como décimo axioma de la teoría.
Es equivalente a
Axioma de elección. Dada una familia de conjuntos no vacíos podemos elegir un elemento de cada conjunto.
Este axioma puede expresarse de manera equivalente a, dado un conjunto cualquiera {\displaystyle x}, existe una función f que elige un elemento de cada conjunto no vacío de {\displaystyle x}:

{\displaystyle \forall x\exists f:x\to \cup x,\forall a(a\in x\wedge a\neq \emptyset \to f(a)\in a).}

### Sobre los axiomas y algunas definiciones en ZF

#### El axioma de extensionalidad
El axioma de extensionalidad dice que dos conjuntos son iguales si y solo si tienen los mismos elementos. En otras palabras, afirma que un conjunto está determinado por su extensión (todos sus elementos). Una relación más general que la igualdad es la inclusión ({\displaystyle \subseteq }), que se define como sigue:
| {\displaystyle x\subseteq y\ \equiv \ \forall a(a\in x\rightarrow a\in y)} |

A diferencia del signo de la igualdad, el símbolo {\displaystyle \subseteq } no figura dentro del lenguaje de primer orden con el que se construye la teoría ZF, pues la definición antes dada debería en ese caso ser introducida como un axioma que establezca el empleo de {\displaystyle \subseteq }, cosa que no se ha hecho aquí. En su lugar, la simbología {\displaystyle x\subseteq y} se emplea simplemente para representar la fórmula {\displaystyle \forall a(a\in x\rightarrow a\in y)} del lenguaje de la teoría de conjuntos.
En vista del axioma de extensionalidad y de la definición anterior, resulta que puede probarse que dos conjuntos {\displaystyle x} e {\displaystyle y} son iguales si puede probarse que {\displaystyle x\subseteq y} e {\displaystyle y\subseteq x}.

#### El axioma del conjunto vacío
El axioma del conjunto vacío nos da un conjunto sin elementos. Este axioma se presentó usando el símbolo {\displaystyle \emptyset }. Esto está justificado, pues el axioma de extensionalidad nos dice que este conjunto es único. 
| Demostración |
| En efecto, si {\displaystyle \emptyset } y {\displaystyle \emptyset '} fueran dos conjuntos vacíos, entonces siempre verificarían {\displaystyle a\notin \emptyset } y {\displaystyle a\notin \emptyset '} para cualquier a, y por tanto también {\displaystyle \forall a,\ a\in \emptyset \leftrightarrow a\in \emptyset '}, de modo que, por el axioma de extensionalidad, {\displaystyle \emptyset =\emptyset '}. |

El axioma del conjunto vacío puede deducirse de otro axioma más débil, que afirma la existencia de un conjunto, digamos {\displaystyle x}, y del esquema de especificación con la fórmula {\displaystyle a\neq a} aplicada a este conjunto {\displaystyle x}. Así, el conjunto vacío es el conjunto

con el término {\displaystyle a\in x\mid a\neq a} una descripción impropia.

#### El axioma de pares
EL axioma de pares, un axioma de la teoría de Zermelo-Fraenkel, establece que, dados cualesquiera dos conjuntos {\displaystyle x} e {\displaystyle y}, existe otro conjunto, representado por {\displaystyle \{x,y\}}, cuyos elementos son únicamente {\displaystyle x} e {\displaystyle y}. Esto es,

(3){\displaystyle \forall x,y\exists z\forall a(a\in z\ \leftrightarrow \ a=x\vee a=y).}

Del axioma de pares se tiene, a partir de dos conjuntos {\displaystyle X} e {\displaystyle Y}, el conjunto {{\displaystyle x,}{\displaystyle y}}. Este conjunto se llama par desordenado de {\displaystyle X} e {\displaystyle Y}. Si se aplica el axioma de pares a un solo conjunto {\displaystyle X}, se obtiene el par {{\displaystyle x,x}} cuyo único elemento es, obviamente, {\displaystyle x}, y por ello puede representarse como {\displaystyle \{x\}}.  A este último conjunto puede aplicársele de nuevo el axioma de pares, dando lugar al conjunto {{{\displaystyle x}}}, conjunto al cual puede aplicarse también el axioma de pares, obteniéndose el conjunto {{{{\displaystyle x}}}}, y así sucesivamente. Este proceso de construcción de conjuntos puede aplicarse al único conjunto dado y conocido explícitamente, {\displaystyle \emptyset }, obteniéndose una serie infinita de conjuntos

#### El axioma de unión
Si {\displaystyle A} es una colección de conjuntos, entonces la unión {\displaystyle \bigcup A} contiene aquellos y solo aquellos elementos que están en algún conjunto de {\displaystyle A}. Si {\displaystyle A=\{x_{1},x_{2}\ldots x_{n}\}}, un conjunto con {\displaystyle n} elementos, entonces es común escribir

para representar la unión de los conjuntos de {\displaystyle A}. Es fácil ver que

de modo que el axioma de unión y el axioma de pares garantizan la existencia del conjunto {\displaystyle x\cup y=\{a\mid a\in x\vee a\in y\}} para cualesquiera conjuntos {\displaystyle x} e {\displaystyle y}, un hecho que no puede deducirse simplemente del esquema de especificación junto con los axiomas restantes. A diferencia de la unión, la intersección de conjuntos es deducible a partir del axioma de pares y el esquema de especificación. Efectivamente, pues se define el conjunto {\displaystyle x\cap y} mediante

y por tanto {\displaystyle x\cap y} existe. Más general, se define el conjunto

#### El axioma del conjunto potencia
El axioma del conjunto potencia nos da un conjunto que contiene a todos los subconjuntos de cualquier conjunto. Por tanto, {\displaystyle {\mathcal {P}}(\emptyset )=\{\emptyset \}}. Puesto que {\displaystyle x\in {\mathcal {P}}(x)} para cualquiera que sea el conjunto {\displaystyle x}, puede hacerse uso del esquema de especificación para obtener el conjunto

#### El esquema axiomático de especificación
El esquema de especificación resulta ser una versión limitada o débil del axioma de Frege. Para este último, era posible tener un conjunto cuyos elementos satisfacían cierta propiedad. Con ello Frege garantizaba demasiado y daba lugar en su sistema a paradojas como la de Russell, entre otras. Por otra parte, el esquema de especificación va de acuerdo con una doctrina de reducción del tamaño. Permite obtener conjuntos a partir de otros, y cuyo tamaño es menor que el de aquellos de los que han sido obtenidos. Esto implica que, necesariamente, contemos con conjuntos previamente dados. Por tanto, nunca es posible pensar en la fórmula {\displaystyle x\in x}, pues el conjunto {\displaystyle x} no puede ser obtenido sin más que sí mismo. La paradoja de Russell surge precisamente de considerar que conjuntos muy grandes pueden ser obtenidos de forma gratuita sin más que especificar cuales son sus elementos. Otras paradojas que tienen que ver con el gran tamaño de los conjuntos, quedan excluidas de ZF mediante el esquema de especificación. Ahora bien, el calificativo de esquema se debe a que no es un único axioma, sino que este afirma (metamatemáticamente) que cualquier expresión de la forma

donde {\displaystyle \phi (a)} es una fórmula del lenguaje de la teoría de conjuntos es un axioma de ZF. Así, si consideramos la existencia de un conjunto {\displaystyle x} como un axioma, el conjunto vacío sería también un axioma resultante de aplicar el esquema de especificación al conjunto {\displaystyle x} con la fórmula {\displaystyle a\neq a}. 
El esquema de especificación no es independiente en ZF, pues se deduce del esquema de reemplazo, introducido por Fraenkel y Skolem el mismo año y de forma independiente. 

#### Esquema axiomático de reemplazo
El esquema axiomático de reemplazo dice que si {\displaystyle v} es un conjunto y {\displaystyle \theta } es una fórmula con dos variables libres {\displaystyle x} e {\displaystyle y}, tales que para cada {\displaystyle x\in v} existe un único {\displaystyle y} tal que {\displaystyle \theta (x,y)} se cumple, entonces existe un conjunto {\displaystyle w} tal que {\displaystyle y\in w} si y solo si {\displaystyle \theta (x,y)}.
Para mostrar como el esquema de especificación se deduce del esquema de reemplazo, se considera la fórmula 

donde {\displaystyle x} cualquier elemento de un conjunto {\displaystyle v}. Si {\displaystyle \phi (x)}, entonces ciertamente existe un único {\displaystyle y} tal que {\displaystyle \phi (x)\wedge x=y} (pues es {\displaystyle x} mismo), por lo que la hipótesis del esquema de reemplazo se cumple, con lo que existe un conjunto {\displaystyle w} tal que

lo que es lógicamente equivalente a que existe un conjunto {\displaystyle w} tal que

La formulación que se ha dado del axioma de reemplazo fue introducida por primera vez por Fraenkel [1929], y apareció también en los trabajos de Church [1942]. Una forma más débil de este esquema axiomático a parece en los trabajos de Tarski [1948]. La formulación original, dada por Fraenkel [1921/22 y 1927] y Skolem [1922/23 y 1929], es en esencia como sigue:
- Para todo conjunto {\displaystyle s} y cualquier función {\displaystyle f} definida en {\displaystyle s}, existe un conjunto {\displaystyle t} tal que {\displaystyle f(x)\in t} para todo {\displaystyle x\in s}.

El esquema de reemplazo fue introducido por Fraenkel y Skolem con la finalidad de extender la fuerza del esquema de especificación, así como también posibilitar el conteo de números ordinales más allá de lo que permite el axioma de infinitud.

#### Axioma de infinitud
El axioma de infinitud, introducido (aunque no en la forma en que se ha presentado aquí) por Zermelo 1908, permite la obtención de los números naturales como conjuntos dentro de ZF. En términos generales, este axioma da un conjunto infinito según Dedekind, pues garantiza la existencia de un conjunto {\displaystyle X} sobre el cual existe al menos una función {\displaystyle f:X\rightarrow X} inyectiva y no sobreyectiva (que claramente no existe para un conjunto finito). Es decir, la función {\displaystyle f} es tal que {\displaystyle {\mathcal {D}}f=X} y {\displaystyle {\mathcal {R}}f\subset X}, por lo que el rango de {\displaystyle f} es un subconjunto propio de su dominio, {\displaystyle X}. Pero, en ese caso, la aplicación 

{\displaystyle g:X\rightarrow {\mathcal {R}}(f)}

dada por {\displaystyle g(x)=f(x)}, es biyectiva. La conclusión es que existe una biyección entre {\displaystyle X} y uno de sus subconjuntos propios. Ahora bien, el conjunto {\displaystyle X} cuya existencia garantiza el axioma de infinitud, cumple:

{\displaystyle {\begin{array}{l}{\text{i) }}\emptyset \in X\\{\text{ii) }}x\in X\to x\cup \{x\}\in X\end{array}}}

Pero es posible que subconjuntos de {\displaystyle X} cumplan esto mismo (un subconjunto así de X se denomina conjunto inductivo). Si {\displaystyle Y} es el conjunto de todos los subconjuntos inductivos de {\displaystyle X}, {\displaystyle Y} es no vacío, pues {\displaystyle X\in Y}. Así, puede formarse la intersección

de todos los conjuntos inductivos. Este conjunto es claramente inductivo, y sus elementos son

mismos que pueden ser considerados los números naturales en ZF, y puede llamarse {\displaystyle \bigcap Y=\mathbb {N} }. Se observa que, de este modo, un número natural es un conjunto que contiene a todos los números naturales anteriores a él. El conjunto de números naturales queda de esta forma bien ordenado por la inclusión. Cualquier número natural de la forma {\displaystyle n\cup \{n\}} para algún {\displaystyle n\in \mathbb {N} } se llama sucesor de {\displaystyle n}, y se representa por {\displaystyle n^{+}} o por {\displaystyle s(n)}. Mediante esta definición de {\displaystyle \mathbb {N} } pueden probarse los axiomas de Peano, con lo que en ZF estos se convierten en teoremas (más exactamente, cuatro teoremas y un metateorema) sencillos:
- {\displaystyle \emptyset \in \mathbb {N} }

- {\displaystyle \forall n(n\in \mathbb {N} \rightarrow s(n)\in \mathbb {N} )}

- {\displaystyle \forall n(n\in \mathbb {N} \rightarrow \emptyset \neq s(n))}

- {\displaystyle \forall m,n(s(m)=s(n)\rightarrow m=n)}

- {\displaystyle \forall n(\emptyset \in S\wedge n\in S\ \rightarrow s(n)\in S)} implica {\displaystyle S=\mathbb {N} }.

La forma en que se ha presentado el axioma de infinitud se debe a Fraenkel, y permite la construcción de los números naturales como números ordinales en el sentido de von Neumann. En esta forma fue utilizado por R. M. Robinson en su The theory of classes [1937] (en donde presenta una modificación del sistema de von Neumann), así como también por Bernays [1942]. 

Zermelo introdujo el axioma de infinitud [1908] de forma esencialmente similar a la siguiente:
- Existe un conjunto {\displaystyle X} tal que

( i ) {\displaystyle \emptyset \in X}
( ii ) {\displaystyle x\in X\ \rightarrow \ \{x\}\in X}

Así, puede obtenerse el conjunto de números naturales cuyos elementos son

El orden que se establece entre estos elementos es el de la inclusión. 
Este axioma de infinitud de Zermelo no tiene las ventajas que tiene el axioma de infinitud de Fraenkel.

#### Axioma de regularidad o de fundación
El axioma de regularidad dado aquí se debe a Zermelo [1930], si bien von Neumann presentó uno equivalente  [1929], aunque más complicado. Este axioma prohíbe la existencia de conjuntos extraños, tales como conjuntos que cumplan: x∈x; o un par de conjuntos con x∈y ∧ y∈x; así como también la existencia de cadenas descendientes infinitas:

{\displaystyle \ldots \in x_{2}\in x_{1}\in x_{0}.}

Existen teorías de conjuntos donde se excluye este axioma. La teoría que resulta de añadir un contrario del axioma de regularidad se conoce como teoría de conjuntos no bien fundados.

#### Axioma de elección
A diferencia de los axiomas de ZF, el axioma de elección es un axioma no constructivo, en el sentido de que no determina un conjunto único a partir de su información. Además, como puede observarse, carece de la obviedad que (aunque la complejidad notacional de estos haga en algunos casos pensar lo contrario) caracteriza a todos los otros axiomas. Esto llevó a algunos matemáticos al intento de probar el axioma de elección a partir de los demás axiomas, cosa en lo que todos ellos fracasaron. Estos intentos vanos de probar el axioma de elección después de grandes esfuerzos, y ciertas peculiaridades del mismo, algunos matemáticos pensaban ya en la posible independencia del axioma de elección respecto de los axiomas de ZF, aunque no sabían en que dirección se encontraba la prueba de ello. Gödel probó [1930/1940] que el axioma de elección era consistente con los axiomas de ZF, por lo que podía emplearse junto con ellos sin temor de obtener contradicciones. 
El axioma de elección fue presentado por Russell en 1906 de manera esencialmente similar a la siguiente:
- Para todo conjunto {\displaystyle X} no vacío de conjuntos disjuntos tal que {\displaystyle \emptyset \notin X}, el producto cartesiano de {\displaystyle X} es no vacío.

Russell llamó a este principio Axioma multiplicativo. El nombre de Axioma de elección (Auswahlaxiom) fue dado por Zermelo al principio más general que el de Russell:
- Para todo conjunto no vacío {\displaystyle X} tal que {\displaystyle \emptyset \notin X}, existe una función {\displaystyle f} cuyos argumentos {\displaystyle X} son elementos de {\displaystyle X}, tal que {\displaystyle f(x)\in x}.

El nombre del axioma se debe al hecho de que la función {\displaystyle f} elige un elemento de cada elemento (conjunto) {\displaystyle x} de {\displaystyle X}. 
Zermelo introdujo el axioma de elección para probar el teorema de buena ordenación que afirma que todo conjunto puede ser bien ordenado. Mostró también que el lema de Kuratowski-Zorn se deduce del axioma de elección. En realidad, el axioma de elección es equivalente tanto al teorema de buena ordenación como al lema de Kuratowski-Zorn (la mayoría de las veces simplemente llamado Lema de Zorn). La siguiente lista enumera algunos principios equivalentes en ZF al axioma de elección:
- Teorema de buena ordenación.
- Lema de Kuratowski-Zorn.
- Ley de tricotomía de cardinales.
- Principio del maximal de Hausdorff.
- Lema de Teichmüler-Tukey.

Wacław Sierpiński probó en 1947 que la hipótesis del continuo (un principio ad hoc que debe ser aceptado como axioma de la teoría de conjuntos) implica el axioma de elección, si bien lo recíproco no es cierto. Otro principio que implica el axioma de elección es el axioma de conjuntos inaccesibles de Tarski [1938/1939].
El sistema axiomático de ZFC admite las demostraciones por reducción al absurdo como método para demostrar teoremas. Dado un (presunto) conjunto nos basta con llegar a una contradicción con el resto de la teoría después de haber supuesto su existencia para demostrar que no existe tal conjunto. un ejemplo típico es la no existencia del conjunto de todos los conjuntos.
{\displaystyle \nexists X,(\forall u:(u\in X))}
De existir este conjunto V, podríamos definir el conjunto {\displaystyle Y=\{x\in V|x\notin x\}}, lo que irremisiblemente lleva a la Paradoja de Russell, por lo cual V no es un conjunto.
Procedimiento igual nos llevará a demostrar la no existencia de conjunto conjugado (conjunto de los elementos no pertenecientes al conjunto) dado un conjunto cualquiera, ya que de ser así existiría su unión, por el axioma de la unión, y esta sería igual a V.

## Otras propiedades de ZFC
Kurt Gödel probó que la consistencia lógica de los axiomas de ZFC es indemostrable. A lo sumo se pueden demostrar afirmaciones como si ZFC es consistente, entonces "T" también lo es, es decir la consistencia relativa.
En cuanto a la completitud, el propio Gödel en sus teoremas de incompletitud demostró que si un sistema axiomático es lo suficientemente fuerte como para construir una aritmética recursiva, dicho sistema no puede ser completo y consistente.